# Tréméloir
Tréméloir [tʁemelwaʁ] est une ancienne commune française située dans le département des Côtes-d'Armor en région Bretagne, devenue, le 1er janvier 2016, une commune déléguée de la commune nouvelle de Pordic. Tréméloir appartient au pays historique du Goëlo.

## Toponymie
Le nom de la localité est attesté sous les formes ecclesia de Tremeler en 1163, Tremeler Pordic en 1190, Tremezar Porzic en 1198, Trefmelar en 1212, Tremeler Chastelaudren en 1427, Tremeler ou Tremeloir en 1428, Tremeler en 1480, Tremeloir en 1514, Tremelay en 1536, Tremeler en 1543, Tremeloir en 1569.

En 1614, on rencontre l’appellation Trémelloir, puis Tréméloir à partir de 1616, forme conservée en 1793 à la création de la commune.
Le nom de la commune en breton est Tremelar. Son nom vient de l'ancien breton trev (signifiant trève, village d'une paroisse) et du martyre breton saint Mélior (ou Méloir, Mélar ; Melar, Maelar ou Meler en breton), prince de Cornouailles.

## Histoire

### Moyen Âge
Sous l'Ancien Régime, Tréméloir était une trève puis une paroisse appartenant à l’évêché de Saint-Brieuc et au comté du Goëlo. Le village a pris le nom du bourg qui s'est formé autour de l'église dédiée au culte de saint Méloir.
Les deux trèves de Tréméloir et de Pordic sont données avec leurs dépendances par les princes et fidèles à l'abbaye Sainte-Croix de Guingamp fondée vers 1134 par le comte Étienne Ier de Penthièvre et l'abbé Jean de la Grille (futur évêque de Saint-Malo), une donation initialement contestée par les moines de l'abbaye de Marmoutier en Touraine, mais qu'approuvera finalement le pape Clément III en 1190.

### Renaissance
Au XVIe siècle durant les guerres de Religion, le village est rallié au sein du duché de Bretagne à la Ligue catholique contre l'accession en 1547 au trône de France d'Henri II de Valois, dernier duc non couronné de Bretagne, confirmant définitivement le rattachement de la Bretagne à la France. Le conflit entre catholiques et protestants s'enlise et les comtes, fiefs, gouverneurs (dont Sébastien de Luxembourg-Martigues) et abbés bretons qui contestent encore l'autorité royale de la maison de Valois et ne souhaitent aucun compromis avec les protestants, ni leurs alliés de Bourgogne et des Pays-Bas espagnols, également opposés à l'autorité des Valois sur le royaume de France. Déjà auparavant le traité du Verger avait également imposé en 1488 le rattachement du duché de Bretagne au royaume de France en cas d'absence d'héritier dans la lignée mâle, mais le mariage par procuration en 1490 d'Anne de Bretagne, promise à Maximilien Ier (roi des Romains et futur empereur germanique), violait ce traité et fut annulé en 1491 et elle fut contrainte à épouser le roi de France, ce qui entraînera une longue fronde bretonne envers l'autorité ducale (et royale) de la maison des Valois ; une fronde à laquelle le roi Henri II et ses successeurs interviendront par une brutale intervention militaire en Bretagne et en Anjou. L'abbaye Sainte-Croix échappe de peu à ces pillages (mais pas ses dépendances), grâce au ralliement tardif du comté de Penthièvre (maisons de Brosse puis de Luxembourg) au roi Henri IV de France, successeur d'Henri II. Avec le retour de la paix, l'abbaye retrouve alors son autorité et ses dépendances sont restaurées, dont l'église de Tréméloir.

### Époque moderne
Lors de la Révolution, la trève de Tréméloir devient d'abord une dépendance séparée du doyenné de Châtelaudren à la fin du royaume de France. Il devient en 1793 une commune du premier canton de Tregomeur (Trégomeur aujourd'hui) dans le nouveau département des Côtes du Nord, puis en 1801 une commune du canton de Château-Landren (Châtelaudren aujourd'hui).

### Époque contemporaine

#### Les guerres duXXesiècle
Le monument aux Morts porte les noms des 27 soldats morts pour la Patrie :
- 23 sont morts durant la Première Guerre mondiale.
- 4 sont morts durant la Seconde Guerre mondiale.

### Fusion et commune nouvelle
Le 1er janvier 2016, elle fusionne avec sa voisine l'ancienne commune de Pordic, pour créer la nouvelle commune qui prend le nom de Pordic,.

## Héraldique
La commune ne possède pas de blason. Cependant, elle possède un logo où figure le portail et le clocher de l'église du village, un arbre et une gerbe de blé pour la campagne environnante (image du logo de la ville).

## Géographie

### Communes limitrophes
| Trégomeur | Pordic    | Pordic |
| Trégomeur | Tréméloir | Pordic |
| Plélo     | Trémuson  | Plérin |

### Climat
Le climat de Tréméloir est pratiquement identique de celui de la ville de Saint-Brieuc. Voir : climat Saint-Brieuc.

## Urbanisme

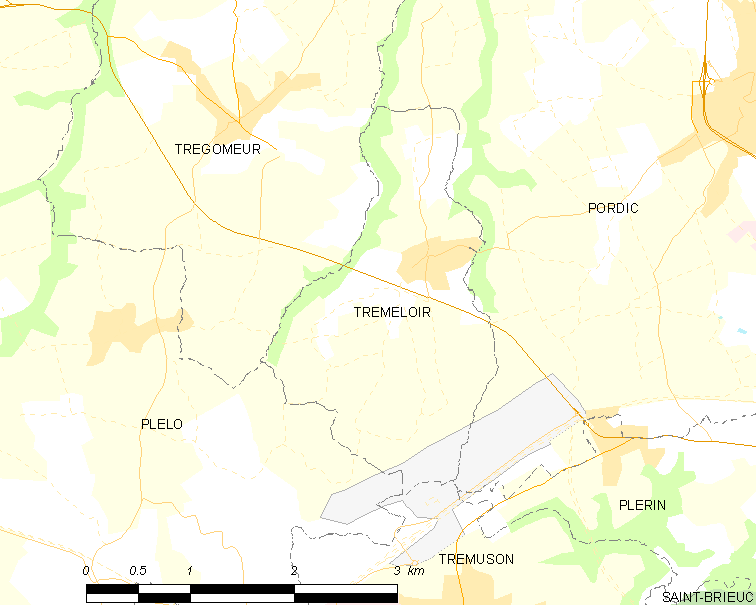
Carte de la commune.

### Morphologie urbaine
La ville regroupe au centre la majeure partie de la population. Plusieurs hameaux sont dispersés dans la campagne.

## Politique et administration

### Liste des maires
| Période                                  | Période               | Identité                            | Étiquette | Qualité                                                                             |
| ---------------------------------------- | --------------------- | ----------------------------------- | --------- | ----------------------------------------------------------------------------------- |
| Les données manquantes sont à compléter. |                       |                                     |           |                                                                                     |
|                                          |                       | Joseph Le Corvaisier                |           |                                                                                     |
| 1944                                     | mars 1965             | Yves Jégou                          |           |                                                                                     |
| mars 1965                                | juin 1969 (démission) | François Le Roy                     |           |                                                                                     |
| juin 1969                                | mars 1981 (décès)     | Yves Le Mée (1926-1981)             |           |                                                                                     |
| avril 1981                               | octobre 1984          | Jean-Baptiste Delamarre (1931-2003) |           | Ancien premier adjoint                                                              |
| octobre 1984                             | juin 1995             | Miguel Fromanger                    |           | Employé de banque                                                                   |
| juin 1995                                | mars 2001             | Michelle Hamet                      | DVG       | Opératrice en confection, ancienne première adjointe                                |
| mars 2001                                | mars 2014             | Denis Charles                       | DVD       | Cadre                                                                               |
| mars 2014                                | décembre 2015         | Jean-Luc Bertrand                   | DVD       | Retraité de l'industrie, ancien adjoint au maire Conseiller départemental suppléant |

## Démographie
En 2013, la commune de Tréméloir comptait 797 habitants. À partir du XXIe siècle, les recensements réels des communes de moins de 10 000 habitants ont lieu tous les cinq ans. Les autres chiffres sont des estimations.
Après avoir subi un fort exode rural qui a fait passer la population d'environ 700 au début du XXe siècle à moins de 400 au début des années 1980, la population de la commune a de nouveau cru fortement à partir de l'an 2000 avec l'implantation de nouveaux et jeunes habitants incités à s'y installer par la recherche de terrains à bâtir moins chers qu'à Saint-Brieuc. En 2007, la population était de nouveau estimée à 700 personnes. Si bien que l'école primaire qui avait fermé en 1986 a fini par rouvrir le 30 août 2007 avec 78 élèves répartis en 3 classes. La rentrée s'est effectuée dans des bâtiments préfabriqués, avant l'inauguration d'un nouvel établissement scolaire bâti selon les dernières normes environnementales.
| 1793 | 1800 | 1806 | 1821 | 1831 | 1836 | 1841 | 1846 | 1851 |
| ---- | ---- | ---- | ---- | ---- | ---- | ---- | ---- | ---- |
| 532  | 518  | 514  | 606  | 610  | 650  | 653  | 663  | 675  |

| 1856 | 1861 | 1866 | 1872 | 1876 | 1881 | 1886 | 1891 | 1896 |
| ---- | ---- | ---- | ---- | ---- | ---- | ---- | ---- | ---- |
| 681  | 650  | 621  | 589  | 587  | 554  | 580  | 523  | 519  |

| 1901 | 1906 | 1911 | 1921 | 1926 | 1931 | 1936 | 1946 | 1954 |
| ---- | ---- | ---- | ---- | ---- | ---- | ---- | ---- | ---- |
| 504  | 504  | 470  | 407  | 394  | 378  | 351  | 341  | 347  |

| 1962 | 1968 | 1975 | 1982 | 1990 | 1999 | 2008 | 2013 | - |
| ---- | ---- | ---- | ---- | ---- | ---- | ---- | ---- | - |
| 342  | 338  | 342  | 386  | 424  | 443  | 692  | 797  | - |

## Économie

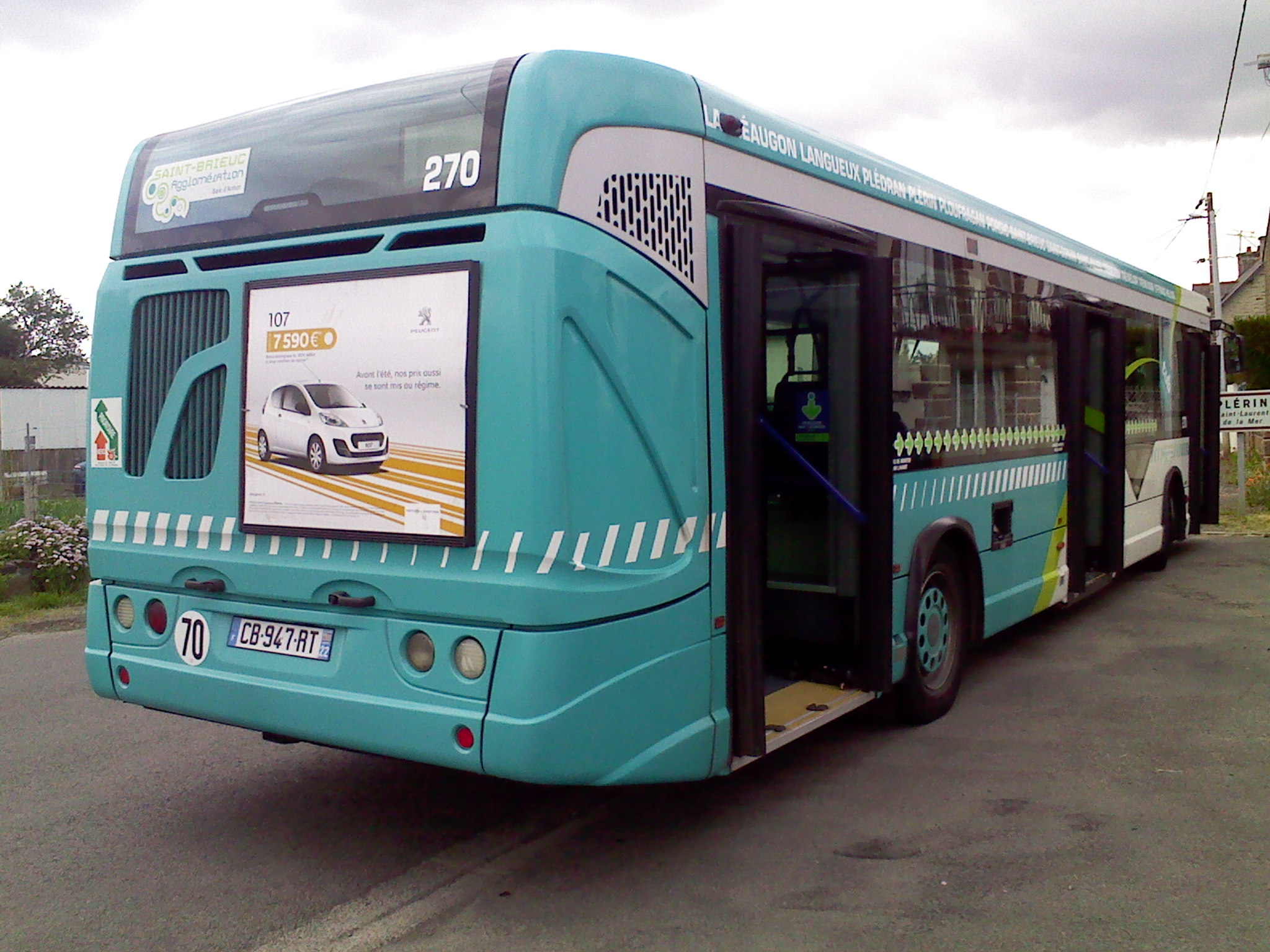

### Transports
Tréméloir est reliée au reste de l'agglomération du lundi au samedi grâce à la ligne 40 des Transports urbains briochins (TUB).

## Culture locale, patrimoine et tourisme
- Église Saint-Méloir.

## Personnalités liées à la commune
- Dominique Paturel, comédien, metteur en scène et acteur de doublage, mort le 28 février 2022 à Saint-Brieuc, est inhumé dans le caveau familial de Tréméloir.

### Tréméloir dans la littérature
Tréméloir est citée dans le poème d’Aragon, Le Conscrit des cent villages, écrit comme acte de Résistance intellectuelle de manière clandestine au printemps 1943, pendant la Seconde Guerre mondiale.